# Kung Fu Nanny
Pour plus de détails, voir Fiche technique et Distribution.
Kung Fu Nanny (The Spy Next Door), ou L'Espion d'à côté au Québec, est un film américain de Brian Levant, sorti en 2010.

## Synopsis
Un agent secret chinois qui travaille pour la CIA prend sa retraite et souhaite épouser sa voisine, mais les enfants de celle-ci ne l'aiment pas vraiment, il se propose alors pour les garder pendant qu'elle se rend voir un proche malade, mais les enfants décident de lui mener la vie dure et l'un d'eux vole des informations top secrètes sur son ordinateur, les bandits Russes essaient donc de les éliminer, la famille va devoir se serrer les coudes pour venir à bout des méchants.

## Fiche technique
- Titre original : The Spy Next Door
- Titre français et québécois : L'Espion d'à côté
- Titre chinois : Kung Fu Nanny
- Réalisation : Brian Levant
- Scénario : Jonathan Bernstein, James Greer et Gregory Poirier
- Musique : David Newman
- Photographie : Dean Cundey
- Montage : Lawrence Jordan
- Production : Roger Birnbaum, Jonathan Glickman, Jay Stern et Arthur Sarkissian
- Sociétés de distribution : Metropolitan FilmExport et New Line Cinema
- Budget : 140 millions de dollars américains
- Pays de production :  États-Unis
- Langues originales : anglais - français - mandarin - japonais
- Dates de sortie[1] : 
  - États-Unis : 15 janvier 2010
  - France : 7 juillet 2010

## Distribution
- Jackie Chan (VF : William Coryn et VQ : François L'Écuyer) : Bob Ho
- Amber Valletta (VF : Rafaèle Moutier et VQ : Viviane Pacal) : Gillian
- Madeline Carroll (VQ : Juliette Mondoux) : Farren
- Will Shadley (VQ : Vassili Schneider) : Ian
- Alina Foley (VQ : Catherine Préfontaine) : Nora
- Magnús Scheving (VF : Serge Faliu et VQ : Frédéric Desager) : Anton Poldark
- Katherine Boecher (VF : Déborah Perret et VQ : Catherine Hamann) : Tatiana Creel
- Lucas Till (VF : Benjamin Bollen) : Larry
- Billy Ray Cyrus (VF : Marc Perez et VQ : Louis-Philippe Dandenault) : Colton James
- George Lopez (VF : Lionel Tua et VQ : Tristan Harvey) : Glaze
- Troy Brenna : Garde du corps russe
- Kevin Christopher Brown : Scientifique russe
- Steven Ray Byrd : Agent de la CIA
- Jeff Chase : Russe
- Stephen Eiland : Chauffeur de taxi
- Mark Kubr : Voyou russe #1
- Quinn Mason : Carl - brute

## Accueil
Le film a reçu peu de critiques positives, il a reçu seulement 13 % de critiques positives sur Rotten Tomatoes.